# Langfossen
Langfossen (även kallad Langfoss) är ett vattenfall i Etne kommun i Hordaland fylke i Norge.
Vattenfallet har ett fall på omkring 600 meter där den faller ut i Åkrafjorden. Europaväg 134 korsar vattenfallet vid dess utlopp i fjorden. 1980 antogs en bevarandeplan för vattenfallet som skulle bevare fallet till dess ursprungliga skick. 
World Waterfall Database utsåg Langfossen till världens tionde vackraste vattenfall.
I mars 2011 utsåg CNN/Budget Travel Langfossen till ett av världens tio vackraste vattenfall.